# 黑異紋魮脂鯉
黑異紋魮脂鯉，又称为黑日光灯、黑日光灯魚，為輻鰭魚綱脂鯉目脂鯉科的其中一個種。

## 分布
黑異紋魮脂鯉分布於南美洲巴拉圭河流域。

## 特徵
黑異紋魮脂鯉背部呈橄欖綠，腹部銀白色。沿側腹部有一條淺藍綠色彩紋，從眼睛後端一直延伸到尾柄。彩紋下面有粗黑紋，至魚體下半身逐漸變淺。鰭幾乎無色，有脂鰭。雌魚體側較高，在產卵期腹圍變大。體長約3.2公分。

## 生態
黑異紋魮脂鯉棲息在溪流和湖泊中，喜群游，性情溫和，屬雜食性，以蠕蟲、甲殼動物與植物等為食 。

## 經濟利用
為觀賞性魚類，酸性軟水會使魚顯現色彩。